# Mette Vibe Utzon
 Der er for få eller ingen kildehenvisninger i denne artikel, hvilket er et problem. Du kan hjælpe ved at angive troværdige kilder til de påstande, som fremføres i artiklen.

Mette Vibe Utzon (født 7. april 1962 i Skive) er en dansk journalist, studievært og forfatter.
Utzon er opvokset i Viborg og Odense og har studentereksamen fra Sct. Knuds Gymnasium i 1981. I 1980'erne var hun også amatørskuespiller på Nedergadeteatret i Odense. Hun blev i 1986 ansat som journalist og redaktionssekretær på Penge & Privatøkonomi, skønt hun endnu ikke var uddannet journalist. Det blev hun i 1992 fra Danmarks Journalisthøjskole. Som nyuddannet kom hun til TV 2/Lorry som studievært.
Mette Vibe Utzon har arbejdet som studievært på både TV 2, DR og TV3. Fra 1997 til 2001 var hun ankerkvinde på programmerne  Paparazzi og Boomerang. Indholdet var medie- og forbrugerjournalistik.
I 2001 skiftede hun til DR, hvor hun var vært på "Debatten", "Profilen" og det prisbelønnede forbrugermagasin Kontant, til hun blev afløst af Anders Bech-Jessen, der kom fra TV 2.
Mette Vibe Utzon var på DR vært på TV-Avisen, Nyhedsmagasinet, sendinger fra royale begivenheder, Profilen og Året der gik sammen med Morten Løkkegaard.
Hun blev vært for tv-programmet Søndag  på DR1 i marts 2005, hvor hun afløste Morten Løkkegaard og Steffen Kretz. Hun overtog ikke redaktørjobbet fra de tidligere værter og redaktører.
Var vært på DR1's valgaftenen ved kommunalvalget d. 15. november 2005.
I januar 2006 fik Mette Vibe Utzon orlov, fordi hun trængte til en pause. Underholdningsværten Natasja Crone kendt fra Dansk Melodi Grand Prix afløste hende på værtsposten på Magasinet Søndag.
I juni 2006 sagde hun sit job op på DR for at blive vært på TV 2's nye 24 timers nyhedskanal, TV 2 News og TV2 Nyhederne.
Mette Vibe Utzon debuterede som forfatter i november 2006 med portrætbogen Førstedamer, der handler om fem nulevende kvinder, der alle har været gift med Danmarks statsminister. Bogen udkom på Ekstra Bladets Forlag. 
I slutningen af august 2007 opsagde Mette Vibe Utzon sin stilling på TV 2 News for at forfølge en karriere som forfatter. Hun skrev siden bogen "Ikon - journalistikkens førstedamer", Forlaget Verve.
I stutningen af august 2008 afløste hun Steffen Kretz som vært på DR1's Udenrigsmagasin Horisont. 
I forbindelse med Folketingsvalget 2011, vendte Mette Vibe Utzon tilbage til TV 2 News. Siden da har hun fungeret som studievært på nyhedskanalen. Hun har ligeledes været vært på kanalens kulturmagasin "Kulturen på News", der dog siden blev overtaget af Stéphanie Surrugue, som sidenhen har forladt "Kulturen på News" og TV 2 for at få et job hos Danmarks Radio. 
I starten af 2016 forlod Mette Vibe Utzon endnu en gang TV 2 News, og denne gang var det for et få et job hos konkurrenten Danmarks Radio. Mette Vibe Utzon er primært tilknyttet som vært for DR 2, hvor hun blandt andet er vært på DR2-programmet "Detektor".

## Privat
Privat er hun fraskilt fra journalist Jesper Dahl Caruso, som hun var samboende med fra 2002 til 2012. Samboende indtil 2018 med Jan Rørdam.   Mette Vibe Utzon er mor til to.